# Theo Müller
Theo Müller (транскр.  Тео Милер) је група за храну и логистику са седиштем у Луксембургу, са више од 32.000 запослених широм света. Тео Милер је 1971. године преузео очеву млекару у Аретсриду у округу Аугсбург у Баварској, у то време са само четири запослена. Група је активна у области млечних производа, рибе и деликатеса, прелива, сосева и услуга. Остале компаније у групи производе амбалажу. Одсек логистике, укључујући технологију возила, углавном покрива потребе компанија из групе, али, такође раде и за трећа лица.

## Историја
Лудвиг Милер је основао малу сеоску млекару у Аретсриду 1896. године, коју је његов син Алојз Милер наставио да води као обучени произвођач сира 1938. године. Године 1971. Тео Милер, унук оснивача компаније, преузео је управљање компанијом. Саградио је млекару са четири запослена у групу компанија које послују широм Европе. Млекара је била прва немачка млекара која је почела да продаје свеже млечне производе на националном нивоу. Током 1970-их, Тео Милер је промовисао Муллер производе путем рекламних кампања широм земље и ТВ спотова, нпр. Б. са фудбалером Гердом Милером, као и низ иновација. Године 1977. продаја је била 25 милиона ДМ. Осамдесетих година прошлог века Милер је основао логистичку компанију Цулина и сопствену компанију за паковање Оптипацк, чиме је повећао контролу над својим ланцем снабдевања.
1992. године отворена је прва фабрика ван Немачке у Маркет Драитону (Централна Енглеска). Убрзо након тога, Милер Дајри је постала тржишни лидер у сегменту јогурта. 1994. године, фабрика Саксенмилх у Леперсдорфу је купљена и проширена у највећу и најмодернију млекару у Европи. У Леперсдорфу се сваке године роди више од 1,7 милиона људи. т прерађено млеко.  Млекара Алојс Милер има продајну експозитуру у Верони од 1995. године. Године 2000. конзорцијум на челу са млекаром Милер преузео је управљање млекаром Вајхенштефан, која је у то време још увек била у државном власништву. Група компанија Тео Милер ГмбХ & Цо. КГ основана је 2003. године као холдинг компанија групе. 2007. године група је инвестирала у локацију Леперсдорф 22 милиона евра у изградњи прве светске фабрике биоетанола, која је од 2008. године производила 10 милиона литара адитива за гориво сваке године од меласе заосталог производа од сурутке. У фебруару 2008. компанија је ушла на израелско тржиште. Поред хебрејског изгледа паковања, производи се производе под надзором рабина према строгим правилима Супер кошер. Јогурте по лиценци производи Милко Дајрис, подружница Централ Батлинг Компаније Лтд (ЦБЦ). 2008. године основана је сопствена продајна компанија у Прагу. Група такође укључује чешку млекару Млекарна Праголактос, једну од највећих млечних компанија у земљи са седиштем у Прагу. Такође 2008. бренд је лансиран у Румунији у сарадњи са ЦБЦ-ом, ау јануару 2009. ушао је и на пољско тржиште.
Године 2011. основана је група компанија Тео Милер С.е.ц.с. са седиштем у Луксембургу као холдинг компанија. Као извршни директор, Хајнер Кампс је преузео укупну одговорност за групу компанија. Почетком 2012. група Тео Милер преузела је британског произвођача млека за пиће Роберт Виземан Дајрис, а у јулу исте године Милер Квакер Дајри, заједничко предузеће са ПепсиКо-ом, придружила се Милер Корнеру („Јогурт са углом“), Милер Грик Корнер и ФрутАп („Фруп“) на америчко тржиште. Скоро годину дана касније, новоизграђена млекара Милер Квакер Дајри отворена је у Батавији, Н.Ј у јуну
Средином 2012. група је преузела производни погон Минстерлија у Шропширу. Ту се производе расхлађени десерти марке Цадбури, које Милер продаје по лиценци од 2004. године. Преузимање НОМ Даири УК Лтд уследило је 2013. године. укључујући производни погон у Телфорду, Шропшир.
Поред подружница за прераду млека, групација укључује и компанију за паковање Оптипацк, сопствене логистичке компаније К улина и Емхаге, компанију за технологију возила Аретсриед и Милер Натурфарм, једну од највећих компанија за прераду воћа у Немачкој. Са производњом од 110.000 тона годишње заузима треће место у Европи.
Милер је 2014. године најавио своју намеру да преузме млечне активности британске млечне компаније Даири Црест (продаја прерачуната на 1 ЕУР милијарди евра) преко подружнице Муллер УК & Иреланд Гроуп. Тиме је Милер постао највећи произвођач млека на Британским острвима.  Крајем 2015. заједничко предузеће Милер Квакер Дајри је затворено због неуспеха; Милер је продао свој удео у компанији Даири Фармерс оф Америца . 
Почетком 2023. УТМ је преузео немачко пословање ФрисландКампине са брендом Ландлиебе. Поред тога, компанија за прераду рибе Лиснер у Познању, која припада УТМ-у, преузела је делове пословања Граал групе.

## Профил компаније
Са процењеним прометом у сектору млека од око 4,3 милијарде евра (од 2021. године), група компанија је једна од највећих млечних групација на свету.
Група укључује, између осталог, подружнице са независним брендовима као што су Муллер, Милк&Море, Сацхсенмилцх Милк & Вхеи Ингредиентс, Муллер Иогхурт & Дессертс, Веихенстепхан, Сацхсенмилцх и Касереи Лоосе, као и приватне робне марке и основни млечни производи као што су путер, УХТ млеко, лактоза у праху и протеин сурутке. Поред зависних предузећа за прераду млека, групација укључује и компанију за паковање Оптипацк, сопствену логистичку компанију Кулина и Милер Натурфарм.
У 2021. години група је имала 19 производних локација широм света, као и продајне филијале у Италији, Ирској, Холандији, Румунији, Чешкој, Кини и Аустралији.  Поред тога, група компанија Тео Милер извози своје производе у преко 70 земаља широм света.

## Структура компаније или брендови
Група компанија Тео Милер је société en commandite simple, командитно друштво са седиштем у Луксембургу. Једини лично одговорни партнер је истоимена société à responsabilité limitée, која такође има седиште у Луксембургу.  Група компанија укључује:
- Molkerei Alois Müller GmbH & Co. KG
- Müller Dairy (UK) Ltd.
- Müller Wiseman Dairies
- Müller Italien
- Sachsenmilch Leppersdorf GmbH
- Molkerei Weihenstephan GmbH & Co. KG
- T.M.A GmbH, Wachau-Leppersdorf (für verschiedene Discounter)
- Käserei Loose GmbH & Co. KG
- Optipack GmbH
- Culina Logistics GmbH
- Naturfarm
- Fahrzeugtechnik Aretsried GmbH
- Homann-Gruppe
- Emhage (Logistik)
- Sachsenmilch Milk & Whey Ingredients
- Landliebe Molkereiprodukte GmbH

### Алоис Муллер млекара
Млекара Алојс Милер ГмбХ & Ко. КГ или Милермилх, са седиштем у Аретсриду близу Аугсбурга, је основна компанија групе. Асортиман обухвата млеко и кисело млечне производе, мешана млечна пића и воћна пића.

### Саксенмилх Леперсдорф
Године 1990. основан је Саксенмилх АГ под вођством Зидмилх АГ и ВЕБ Дресднер Милхверке, чије су руководеће позиције углавном попуњавали људи из одбора Судмилцх. Волфганг Вебер је изабран за председника одбора Саксенмилх АГ а Фридрих Вилхелм Шницлер за председника надзорног одбора. Међутим, већ 1991. године појавили су се финансијски проблеми приликом реализације пројекта. Сацхсенмилцх АГ је тада постао подружница групе Тео Милер, која производи под брендовима Саксенмилх и Касемеистер . Компанија је котирана на немачкој берзи са ИСИН ДЕ000А0ДРКСЦ4. 
2010. године оперативни посао је пренет на Сацхсенмилцх Леперсдорф ГмбХ. Од тада, АГ се ограничио на управљање имовином.
Бренд Саксенмилх углавном производи путер, млаћеницу, дуготрајно млеко, млеко у праху и јогурт. Део производње се извози у Италију. Од 1999. године компанија такође производи пермеате, ретентате и разне друге концентрате. Сацхсенмилцх Лепперсдорф ГмбХ такође продаје робу као што су кварк, шлаг, павлака и други производи од јогурта и десерта.

### Веиенштефан млекара
Бивша државна млекара Веиенштефан је још једна подружница групе Тео Милер од 2000. године. На некадашњој локацији компаније на "Веиенштефан Берг", млечне производе је у Фрајзингу производио манастир Вајхенштефан још 1021. године.  Млекара Веихенстепхан напустила је „Веихенстепханер Берг” 1998. године и од тада производи у новоизграђеној млекари на месту некадашњег Шлитергута .

#### Историја млекаре Веиенштефан
1803. године манастир је распуштен и претворен у пољопривредну делатност. У наредним годинама, у оквиру млекаре је основана Краљевска баварска пољопривредна централна школа 1852. године, експериментална станица млекаре 1876. и Краљевска баварска млекарска школа 1898. године. Године 1923. компанија и неколико других објеката укључени су у Јужнонемачки експериментални и истраживачки институт за млечну фарму . Млекара је 1967. национализована и тако је постала комерцијално предузеће Слободне Државе Баварске, са Слободном Државом 78,3 % а остатак је преузео бивши ВИАГ АГ.  Током државне контроле компаније, она је првобитно претворена у ГмбХ 1994. године, а две године касније је уврштена на берзу као берзанско друштво. 2000. године, 75 Алојс Милер је преузео млекару % и породично предузеће Хофмеистер-у 25 % млекара Веиенштефан.

### Хоман Фајнкост
Хоман Фајнкост ГмбХ је основао Фрин Хоман 1876. године као фабрику меса и кобасица у Дисен ам Тојтобург Валд, где је неколико година касније започео и производњу маргарина. 20 година након оснивања, експанзија производње маргарина довела је до престанка производње и продаје производа од меса и кобасица, а Хоман Фајнкост је проширио асортиман на деликатесне салате, рибље ђаконије, тартар сос, намазе, преливе и сосове за зачин. Као резултат тога, компанија је отворила своју прву фабрику деликатеса у Дисену 1961. године и једну од најмодернијих фабрика салата у Европи 1993. године. У 2007, ХК Фуд Група, под вођством Хајнер Кампса, преузела је Хоман Феинкост и проширила портфолио преузимањем матичне компаније Хамкер групе, северноевропског пословног подручја енглеске групе Уник Фајнкост ГмбХ и Везер. Фајнкост и Руген Фајнкост ГмбХ. Након што је Тео Милер постао већински акционар ХК Фуд Групе 2010. године, Хоман Фајнкост је интегрисан у Милер Груп у јуну 2011. године. Као извршни директор, Хајнер Кампс је преузео укупну одговорност за групу компанија.

### Традемаркс
Групација такође производи млечне производе за неколико великих малопродајних ланаца под својим приватним робним маркама . Чак и без директног навођења произвођача, порекло се може утврдити коришћењем ветеринарског контролног броја, који одговара онима матичних компанија Саксенмилх (СН 016) и Алојс Милер (БИ 718)  . Следеће робне марке (не искључиво) производе Саксенмилх или Алојс Милер:  
- Biac (Aldi Süd, Probiotischer Fitness-Drink)
- Desira (Aldi Süd, Joghurt, Milch-Reis, Buttermilch-Dessert, Kefir)
- Grazil (Aldi Nord, Joghurt-Drink)
- Gutes Land (Netto Marken-Discount, Frischkäsezubereitungen, Kefir, Milchdrink)
- Gut & Günstig (Edeka, Buttermilch)
- Hofburger (Aldi Nord, Gouda- und Maasdamer-Käse)
- ja! (REWE, Buttermilch)
- K Classic (Kaufland, Sahne-Milchreis)
- Landfein (Norma, Buttermilch-Dessert)
- Milbona (Lidl, Butter und Gouda-Käse)
- Milfina (Aldi Süd, Butter)
- Milsa+ / Biac (Aldi Nord, Joghurt)
- Milsani (Aldi Nord, H-Milch, Joghurt)
- Sontner, Sontner Grazil (Aldi Nord, Joghurt)
- Ursi (Aldi Nord, Sahne-Milchreis, Pudding)

## Критике

### Дебата о ГМ млеку
У пролеће 2004, група је првобитно оставила без одговора истраживање мреже за куповину Гринписа о „генетском инжењерингу у храни“ све док није издала изјаву преко својих адвоката у априлу 2004: Група је „учинила све што је било могуће у оквиру своје сфере утицаја да спречити употребу генетски модификоване хране Искључити сточну храну”. Упркос овој изјави, Греенпеаце је пронашао значајан удео генетски модификоване соје у узорцима сточне хране са четири фарме које снабдевају Милермилхом. Од тада, Муллермилцх више не пориче да генетски модификована храна може завршити у хранилици музних крава. Милер указује на одговорност фармера у погледу управљања стадом, што укључује и врсту исхране. 
Током протеста организације за заштиту животне средине испред седишта компаније, било је неколико насилних напада службе обезбеђења и самог власника компаније Теа Милера. Шеф компаније је тада морао да плати 45.000 Евро осуђен.  Према пресуди Вишег регионалног суда у Келну (ОЛГ), производи групе могу се и даље називати генетски модификованим млеком . 
Међутим, представници млекарске индустрије оспоравају да је термин генетски модификовано млеко нетачан и недопустив јер се ствара лажан утисак да је само млеко генетски модификовано. У ствари, само неке генетски модификоване биљке се користе у сточној храни, што нема утицаја на млеко. Пет научника је то објаснило и потврдило у заједничком документу о политици.  Према истраживању Емнида  из јануара 2005. 70 % свих немачких потрошача сматра да је израз ГМ млеко који је увео Греенпеаце погрешан. Након скоро четворогодишњег правног спора око употребе термина ГМ млеко, Савезни суд правде је 11. марта 2008. одбио Милермилхову жалбу. Греенпеаце стога може наставити да назива Муллер млечне производе као генетски модификовано млеко. Уставну жалбу против ове одлуке Савезни уставни суд није прихватио. 

### Пријем субвенција
У свом листу Милер-Милх музе пореске обвезнике , Немачко удружење за животну средину и заштиту природе критиковало је компанију јер је добила субвенције за планиране послове у новом погону, али је на другом месту затворила два погона, где је изгубљено 165 радних места. Све у свему, више радних места је заправо изгубљено него што је отворено. Финансирање из ЕУ и државе Саксоније износило је око 70 милиона евра. У наредним годинама, међутим, група Тео Милер уложила је око милијарду евра у саксонску локацију и отворила стотине нових радних места. Данас скоро 3.000 запослених ради на највећој локацији групе у Леперсдорфу.

### Притисак на произвођаче млека
У пролеће 2008. појавиле су се тврдње да је млекара Милер, под вођством Теа Милера, покушала да утиче на преговоре о цени о цени млека вршећи притисак на стотине фармера организованих у удружењу произвођача млека . Током преговора о продужењу уговора постало је јасно да је МЕГ фокусиран на скраћивање услова уговора између млекаре и добављача. Млекара је до тада свим фармерима исплаћивала цену млека уговорену истеклим уговором, која је била око 11 центи по литру изнад цена на отвореном тржишту. Компанија Милер контактирала је произвођаче млека организоване у МЕГ-у и замолила их да напусте МЕГ; Уз писмо је већ било приложено унапред написано писмо оставке. Да су остали у МЕГ-у, пољопривредницима би била плаћена промптна цена. Након масовних протеста неких произвођача млека организованих у МЕГ против оваквог приступа на локацији у Аретсриду, Милер је суспендовао добровољни наставак уговора о откупу млека са неким произвођачима млека. 
Потом су уследиле критике на рачун МЕГ-овог приступа из редова произвођача млека.

### Обмањујући назив бренда
Куповином бивше државне млекаре Веихенстепхан 2000. године, група Тео Милер је такође стекла права на жиг и име од Слободне Државе Баварске. Сходно томе, назив Штатлихе Молкерај Вајенштефан коришћен је и на етикетама и на веб страници до отприлике 2008. Поред тога, на амбалажи је у рекламне сврхе приказан велики баварски државни грб, чија је употреба од стране приватних лица иу комерцијалне сврхе законом ограничена. Критичари су се жалили да је то код потрошача дало погрешан утисак да Веихенстепхан није приватна компанија, већ да је и даље државна компанија. На крају је критика упућена држави као продавцу: 23. августа 2011. портпаролка баварске посланичке групе СПД Марија Нојхл захтевала је да се компанији Молкереи Муллер забрани коришћење баварског државног капута. оружјем. Већ је била грешка када је млекара продата да би се омогућило даље коришћење имена и грба.

### Изградња постројења за когенерацију замена горива на локацији Леперсдорф
Између 2006. и 2009. године било је разговора између компаније и становника Лепперсдорфа и околних градова о изградњи заменског погона за когенерацију горива за производњу енергије за своју локацију. У ту сврху је 10. децембра 2006. године одржан референдум о промени плана развоја у индустријској зони Леперсдорф. Грађани заједнице Вахау, којој припада Леперсдорф, гласали су 65,5 % против промене. Заговорници су указали на високе еколошке стандарде у Немачкој, као и на безбедност локације и пратећих послова. Критичари су, међутим, упозорили на повећане емисије токсичних материја при спаљивању смећа. Штавише, страховало се од повећаног загађења буком. У априлу 2009. Милермилх је зауставио планирање електране и тиме учинио неважном грађанску иницијативу.
У јуну 2012. године, Државна дирекција Саксоније дала је одобрење за изградњу постројења за когенерацију гаса и паре у просторијама компаније Саксенмилх.  Вредност инвестиције је око 50 милиона евра. Изградња је почела у лето 2012, а пуштање у рад у мају 2014. 

### Планирано пресељење из Хомана у Леперсдорф
Крајем јуна 2017. надзорни одбор групе Тео Милер одлучио је да до 2020. одустане од седишта Хоман Фајнкост ГмбХ у Дисену и да уместо тога изгради нову локацију у Леперсдорфу. Фабрике у Бад Есену, Ботропу и Фло-Зелигенталу такође би требало да буду затворене чим нова зграда почне да ради. Погођено је 1.550 запослених, од којих 1.000 у Дисену, док је у Леперсдорфу требало да буде отворено 800 нових радних места. Постојала је забринутост да би се субвенције могле искористити за плаћање селидбе.  Запослени у Хоманну претпоставили су да ће многи запослени напустити компанију пре 2020. Тео Милер група је 27. априла 2018. објавила да ће сада наставити производњу на постојећим локацијама у Дисену, Бад Есену, као иу Ботропу и Фло-Селигенталу у Тирингији.

### Близина десничарским екстремистичким партијама
Тео Милер и компанија су деценијама били изложени оптужбама да одржавају контакте са десничарским радикалним странкама и да их финансијски подржавају. Гласине да је неонацистички НПД у то време (сада Хајмат партија) добијао подршку из бљузгавих фондова понекад су се шириле као ланчана писма,  али их је компанија демантовала у саопштењима за штампу 2007.  и 2009.  и никада се није могло проверити. Међутим, већ 1989. године постало је познато да је Милер великим партијским донацијама подржао десничарску екстремистичку странку Републиканци. Пропао је покушај да се извјештавање забрани од стране суда.

#### Алтернатива за Немачку
Милер је 2023. морао да призна Ханделсблату да је имао редовне размене са политичарком АфД-а Алис Вајдел, укључујући и приватну вечеру у Кану. Он је такође потврдио да ово није био ни први ни последњи сусрет. „Током разговора са др. Вајдел, занимао ме је програм АфД-а и њен лични поглед на актуелну политику“, рекао је Милер. Он је, међутим, нагласио да је састанак одржан на приватној основи и да он не подржава АфД донацијама. Такође није пронашао ниједан доказ који би указивао на нацистичку идеологију, што је за њега било „апсолутно забрањено“.  Коментари и Јунге Фреихеит и Шпигел видели су састанак као нови квалитет пословних контаката са странком.   Након што су оптужбе постале познате, корисници, од којих је већина била десничарска, јавно су на друштвеним мрежама изразили солидарност са компанијом и позвали људе да купују производе. Минхенски Меркур видео је нови квалитет постигнут у видео снимку у којем младић окарактерисан као „велики патриота“ попије пет флаша Милеровог млека, а затим обилно повраћа, што је раније било уобичајено само у америчком културном рату. 